# Karen Stechmann
Karen Stechmann (* 15. September 1971, verheiratete Karen Neumann) ist eine deutsche Badmintonspielerin.

## Karriere
Karen Stechmann gewann 1993 erstmals Gold bei deutschen Meisterschaften. Sechs weitere Titel folgten bis 1999. Bei der Europameisterschaft 1996 erkämpfte sie sich Bronze im Mixed. Gewinnen konnte sie des Weiteren die Portugal International und die Austrian International.

## Sportliche Erfolge
| Saison      | Veranstaltung                            | Disziplin   | Platz | Name                                                                                     |
| ----------- | ---------------------------------------- | ----------- | ----- | ---------------------------------------------------------------------------------------- |
| 1984/1985   | Deutsche Einzelmeisterschaft U14         | Mixed       | 2     | Stefan Moses (SC Langenhagen) / Karen Stechmann (MTV Mittelnkirchen)                     |
| 1984/1985   | Deutsche Einzelmeisterschaft U14         | Damendoppel | 2     | Kristine Fock (MTV Mittelnkirchen) / Karen Stechmann (MTV Mittelnkirchen)                |
| 1985/1986   | Deutsche Einzelmeisterschaft U14         | Mixed       | 1     | Matthias Beck / Karen Stechmann (Kameradschaft St.Jürgen Flensburg / MTV Mittelnkirchen) |
| 1985/1986   | Deutsche Einzelmeisterschaft U14         | Dameneinzel | 2     | Karen Stechmann (MTV Mittelnkirchen)                                                     |
| 1985/1986   | Niedersächsische Einzelmeisterschaft     | Damendoppel | 1     | Karen Stechmann / Kristine Fock (MTV Mittelnkirchen)                                     |
| 1986/1987   | Deutsche Einzelmeisterschaft U16         | Mixed       | 2     | Stefan Moses (SC Langenhagen) / Karen Stechmann (MTV Mittelnkirchen)                     |
| 1986/1987   | Deutsche Einzelmeisterschaft U16         | Dameneinzel | 1     | Karen Stechmann (MTV Mittelnkirchen)                                                     |
| 1986/1987   | Niedersächsische Einzelmeisterschaft     | Mixed       | 1     | Stefan Moses / Karen Stechmann (SC Langenhagen / MTV Mittelnkirchen)                     |
| 1986/1987   | Niedersächsische Einzelmeisterschaft     | Dameneinzel | 1     | Karen Stechmann (VfL Stade)                                                              |
| 1987/1988   | Deutsche Einzelmeisterschaft U18         | Damendoppel | 1     | Kerstin Weinbörner / Karen Stechmann (BV Wesel Rot-Weiss / MTV Mittelnkirchen)           |
| 1988/1989   | Deutsche Einzelmeisterschaft U18         | Dameneinzel | 2     | Karen Stechmann (VfL Stade)                                                              |
| 1988/1989   | Deutsche Einzelmeisterschaft U18         | Damendoppel | 1     | Kerstin Weinbörner / Karen Stechmann (Bayer 05 Uerdingen / VfL Stade)                    |
| 1988/1989   | Deutsche Einzelmeisterschaft U18         | Mixed       | 1     | Thomas Berger / Karen Stechmann (KSV Baunatal / VfL Stade)                               |
| 1989        | German Juniors                           | Damendoppel | 1     | Karen Stechmann / Kerstin Weinbörner (VfL Stade / FC Bayer 05 Uerdingen)                 |
| 1989        | Junioren-Europameisterschaft             | Damendoppel | 3     | Kerstin Weinbörner / Karen Stechmann                                                     |
| 1989/1990   | Deutsche Einzelmeisterschaft U18         | Damendoppel | 1     | Kerstin Weinbörner / Karen Stechmann (Bayer 05 Uerdingen / SSV Heiligenwald)             |
| 1989/1990   | Deutsche Einzelmeisterschaft U22         | Damendoppel | 2     | Kerstin Weinbörner (SSV Heiligenwald) / Karen Stechmann (VfL Stade)                      |
| 1989/1990   | Deutsche Einzelmeisterschaft U18         | Dameneinzel | 2     | Karen Stechmann (VfL Stade)                                                              |
| 1989/1990   | Deutsche Einzelmeisterschaft U22         | Mixed       | 2     | Michael Helber (TuS Wiebelskirchen) / Karen Stechmann (VfL Stade)                        |
| 1989/1990   | Niedersächsische Einzelmeisterschaft     | Dameneinzel | 1     | Karen Stechmann (VfL Stade)                                                              |
| 1990/1991   | Niedersächsische Einzelmeisterschaft     | Damendoppel | 1     | Karen Stechmann / Ina Kümmritz (VfL Stade / MTV Nienburg)                                |
| 1990/1991   | Niedersächsische Einzelmeisterschaft     | Dameneinzel | 1     | Karen Stechmann (VfL Stade)                                                              |
| 1990/1991   | Deutsche Einzelmeisterschaft U22         | Mixed       | 2     | Michael Helber (TuS Wiebelskirchen) / Karen Stechmann (VfL Stade)                        |
| 1990/1991   | Deutsche Einzelmeisterschaft             | Mixed       | 3     | Michael Helber / Karen Stechmann (TuS Wiebelskirchen / VfL Stade)                        |
| 1990/1991   | Deutsche Einzelmeisterschaft U22         | Damendoppel | 2     | Karen Stechmann (VfL Stade) / Anette Geisler (TuS Wiebelskirchen)                        |
| 1990/1991   | Deutsche Einzelmeisterschaft             | Damendoppel | 3     | Karen Stechmann / Kerstin Weinbörner (Stade / SSV Heiligenwald)                          |
| 1991/1992   | Deutsche Einzelmeisterschaft             | Mixed       | 3     | Michael Helber / Karen Stechmann (TuS Wiebelskirchen / VfL Stade)                        |
| 1991/1992   | Deutsche Einzelmeisterschaft U22         | Dameneinzel | 2     | Karen Stechmann (VfL Stade)                                                              |
| 1991/1992   | Deutsche Einzelmeisterschaft U22         | Mixed       | 1     | Uwe Ossenbrink / Karen Stechmann (TuS Wiebelskirchen / VfL Stade)                        |
| 1991/1992   | Deutsche Einzelmeisterschaft             | Damendoppel | 2     | Kerstin Weinbörner / Karen Stechmann (FC Bayer 05 Uerdingen / VfL Stade)                 |
| 1991/1992   | Deutsche Einzelmeisterschaft U22         | Damendoppel | 2     | Karen Stechmann (VfL Stade) / Kerstin Weinbörner (Bayer 05 Uerdingen)                    |
| 1992/1993   | Deutsche Einzelmeisterschaft U22         | Mixed       | 1     | Michael Helber / Karen Stechmann (SV Fortuna Regensburg / FC Langenfeld)                 |
| 1992/1993   | Deutsche Einzelmeisterschaft U22         | Damendoppel | 1     | Kerstin Weinbörner / Karen Stechmann (Bayer 05 Uerdingen / FC Langenfeld)                |
| 1992/1993   | Deutsche Einzelmeisterschaft             | Mixed       | 1     | Michael Keck / Karen Stechmann (SV Fortuna Regensburg / FC Langenfeld)                   |
| 1992/1993   | Deutsche Einzelmeisterschaft             | Damendoppel | 3     | Katrin Schmidt / Karen Stechmann (TuS Wiebelskirchen / FC Langenfeld)                    |
| 1993/1994   | Deutsche Einzelmeisterschaft             | Mixed       | 1     | Michael Keck / Karen Stechmann (FC Langenfeld)                                           |
| 1993/1994   | Westdeutsche Einzelmeisterschaft         | Damendoppel | 1     | Karen Stechmann / Nicol Pitro (FC Langenfeld)                                            |
| 1993/1994   | Deutsche Einzelmeisterschaft             | Damendoppel | 1     | Nicole Baldewein / Karen Stechmann (OSC Düsseldorf / FC Langenfeld)                      |
| 1994/1995   | Deutsche Einzelmeisterschaft             | Mixed       | 1     | Michael Keck / Karen Stechmann (SSV Heiligenwald / FC Langenfeld)                        |
| 1994/1995   | Deutsche Einzelmeisterschaft             | Damendoppel | 3     | Anika Sietz / Karen Stechmann (Glinde / FC Langenfeld)                                   |
| 1994/1995   | Westdeutsche Einzelmeisterschaft         | Damendoppel | 1     | Karen Stechmann / Nicol Pitro (FC Langenfeld)                                            |
| 1994/1995   | Westdeutsche Einzelmeisterschaft         | Mixed       | 1     | Robert Neumann / Karen Stechmann (FC Langenfeld)                                         |
| 1995/1996   | Deutsche Einzelmeisterschaft             | Mixed       | 1     | Michael Keck / Karen Stechmann (SSV Heiligenwald / FC Langenfeld)                        |
| 1995/1996   | Deutsche Einzelmeisterschaft             | Damendoppel | 2     | Nicole Baldewein (OSC Düsseldorf) / Karen Stechmann (FC Langenfeld)                      |
| 1996        | Europameisterschaft                      | Mixed       | 3     | Michael Keck / Karen Stechmann                                                           |
| 1996/1997   | Westdeutsche Einzelmeisterschaft         | Damendoppel | 1     | Sandra Beißel / Karen Stechmann (SC Bayer 05 Uerdingen / FC Langenfeld)                  |
| 1996/1997   | Deutsche Einzelmeisterschaft             | Mixed       | 3     | Michael Keck / Karen Stechmann (SSV Heiligenwald / FC Langenfeld)                        |
| 1997        | Austrian International                   | Mixed       | 1     | Michael Keck / Karen Stechmann                                                           |
| 1997        | Schweden: Internationale Meisterschaften | Mixed       | 2     | Jon Holst-Christensen / Karen Stechmann                                                  |
| 1997        | Austrian International                   | Damendoppel | 1     | Karen Stechmann / Nicol Pitro                                                            |
| 1997/1998   | Deutsche Einzelmeisterschaft             | Damendoppel | 1     | Karen Stechmann / Kerstin Ubben (FC Langenfeld / VfL 93 Hamburg)                         |
| 1997/1998   | Deutsche Einzelmeisterschaft             | Mixed       | 2     | Björn Siegemund / Karen Stechmann (Fortuna Regensburg / FC Langenfeld)                   |
| 1997/1998   | Westdeutsche Einzelmeisterschaft         | Damendoppel | 1     | Karen Stechmann / Sandra Beißel (FC Langenfeld)                                          |
| 1997/1998   | Westdeutsche Einzelmeisterschaft         | Mixed       | 1     | Oliver Pongratz / Karen Stechmann (FC Langenfeld)                                        |
| 1998/1999   | Deutsche Einzelmeisterschaft             | Damendoppel | 1     | Karen Stechmann / Nicole Grether (FC Langenfeld / SC Bayer 05 Uerdingen)                 |
| 1998/1999   | Deutsche Einzelmeisterschaft             | Mixed       | 1     | Björn Siegemund / Karen Stechmann (SV Fortuna Regensburg / FC Langenfeld)                |
| 1999        | Portugal International                   | Mixed       | 1     | Björn Siegemund / Karen Stechmann                                                        |
| 1999/2000   | Deutsche Einzelmeisterschaft             | Mixed       | 2     | Björn Siegemund / Karen Stechmann (Fortuna Regensburg / FC Langenfeld)                   |
| 1999/2000   | Deutsche Einzelmeisterschaft             | Damendoppel | 2     | Karen Stechmann / Anne Hönscheid (FC Langenfeld / TTC Brauweiler)                        |
| 2000/2001   | Deutsche Einzelmeisterschaft             | Mixed       | 3     | Michael Helber / Karen Neumann (Wiesbaden / FC Langenfeld)                               |
| 2002/2003   | Niedersächsische Einzelmeisterschaft     | Mixed       | 1     | Boris Reichel / Karen Neumann (Delmenhorster FC / VfL Maschen)                           |
| 2006/2007   | Deutsche Einzelmeisterschaft O35         | Damendoppel | 2     | Karen Neumann / Kristine Anschütz (VfL Maschen)                                          |
| 2007/2008   | Deutsche Einzelmeisterschaft             | Damendoppel | 3     | Nicol Bittner (VfB Friedrichshafen) / Karen Neumann (VfL Maschen)                        |
| 2008 / 2009 | Deutsche Einzelmeisterschaft             | Mixed       | 3     | Till Zander / Karen Neumann (VFL 93 Hamburg)                                             |
| 2008 / 2009 | Deutsche Einzelmeisterschaft             | Damendoppel | 3     | Nicol Bittner (PTSV Rosenheim) / Karen Neumann (VfL 93 Hamburg)                          |
| 2009 / 2010 | Deutsche Einzelmeisterschaft             | Damendoppel | 2     | Nicol Bittner (PTSV Rosenheim) / Karen Neumann (VfL 93 Hamburg)                          |

## Referenzen
Martin Knupp: Deutscher Badminton Almanach, Eigenverlag/Deutscher Badminton-Verband (2003), 230 Seiten